# Черёмуха Маака
Черёмуха Маака (лат. Prunus maackii; также Padus maackii) — вид двудольных растений рода Слива (Prunus) семейства Розовые (Rosaceae). Вид впервые описан в 1857 году российско-австрийским ботаником Францем Ивановичем Рупрехтом.
Другие русскоязычные названия — ви́шня железистая, вишня железистолистная, церапа́дус железистолистный, черёмуха медвежья. Среди местных жителей растение известно также как «медвежья ягода».

## Этимология
Растение названо в честь натуралиста Ричарда Карловича Маака.

## Ботаническое описание
Дерево 4—10 м высотой (до 15 м согласно некоторым источникам). 
Кора коричнево-красноватая или золотисто-бурая, блестящая, на взрослых стволах «лохматая», отслаивающаяся тонкими пластинками.
Побеги прямостоячие, иногда опушённые; листорасположение очерёдное. Листья простые с острой верхушкой и зубчатыми краями, опушённые, овальной или эллиптической и яйцевидной форм; желёзки точечные. Соцветие кистевидное. Цветки белые, размером до 1 см, с пятью лепестками. 
Плоды — костянка, ягода; цвет плодов красный (если незрелые), фиолетовый, лиловый (зрелые плоды), также чёрный, съедобные. Косточки с морщинистой поверхностью, 2—3 мм в диаметре.
Цветёт в конце мая — начале июня: плоды созревают в конце июля — августе.

## Распространение и экология

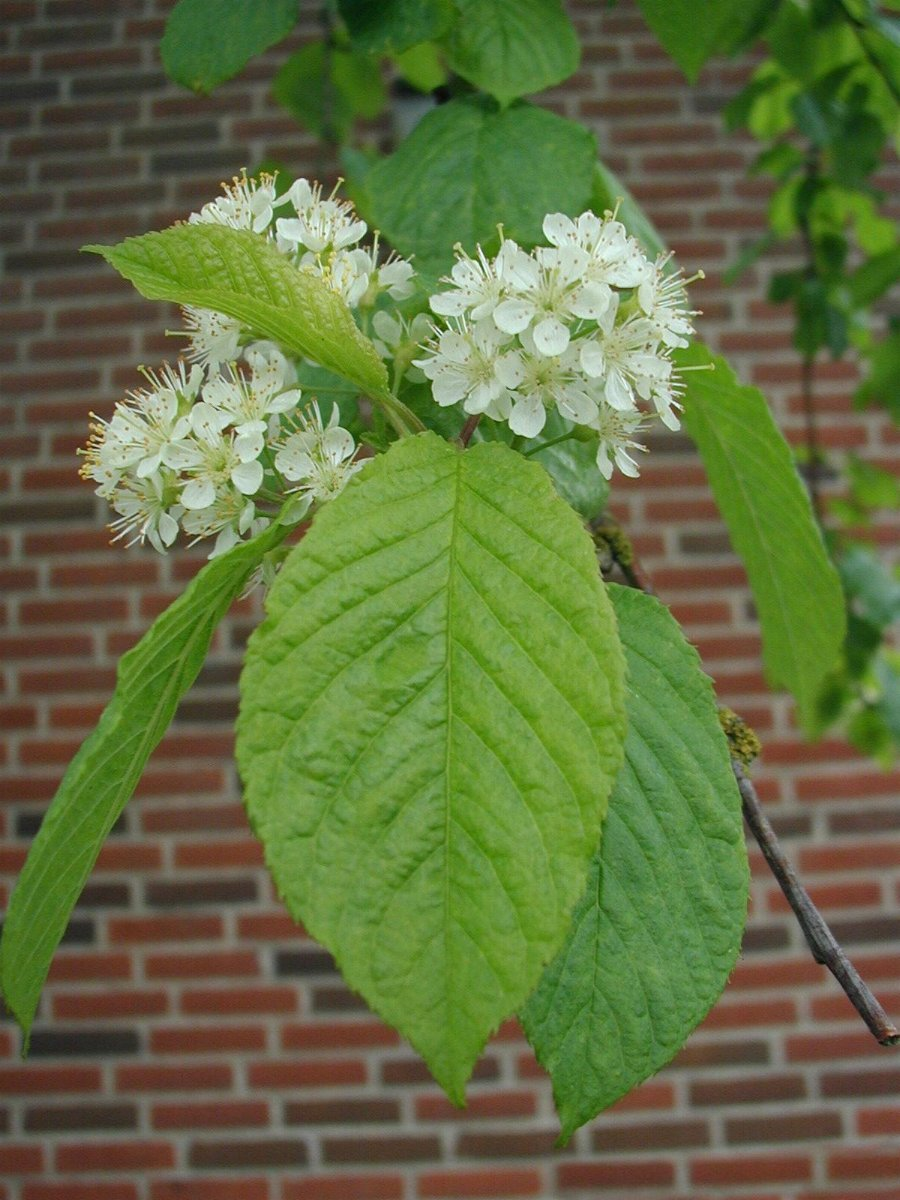
Листья и соцветия черёмухи Маака

В дикой природе встречается в России (Дальний Восток: Приморский край, Амурская область), Китайской Народной Республике (провинции Хэйлунцзян, Гирин, Ляонин) и на Корейском полуострове.
Произрастает у обочин дорог, в парках, садах, у берегов рек, на лесных полянах и опушках, в темнохвойных и широколиственных лесах. Одиночно и группами в долинах лесных горных рек и ручьев, преимущественно в их среднем и верхнем течении, часто у каменистых россыпей и скал. В горы поднимается до 800 м над ур. м.
По отношению к влаге — мезофит, к питанию — мезотроф либо эвтроф. Светолюбивое, теневыносливое растение.
Зимостойкая, быстрорастущая порода, почти не повреждаемая насекомыми.
Плоды поедаются птицами и очень охотно — медведями, заламывающими ветви и кроны деревьев (отсюда народное название — «медвежья черемуха»).

## Значение и применение
Древесина розовато-коричневая, мягкая, очень легкая, пригодна на фанеру и изящные поделки.
Ценный раннелетний медонос и пыльценос. В период цветения контрольный улей показывал привес от 2 до 5 кг сахара в день. Продуктивность нектара 100 цветками 43,6—55,8 мг сахара, продуктивность мёда 80—100 кг/га. Масса пыльников одного цветка 0,7—2,5 мг, а пыльцепродуктивность одного цветка 0,6—0,8 мг. Пыльца белая, мелкая.
Декоративна, особенно в аллейных посадках. Разводится в основном семенами. В культуру введена с 1870 г. Образует естественные гибриды с древовидными вишнями. И. В. Мичурин, скрестив ее со  с степной вишней и вишней Идеал, получил ряд новых косточковых культур — церападусы (церазус по-латыни — вишня, падус — черемуха).
Внесён в Красную книгу Приморского края.

## Синонимы
Синонимичные названия:
- Cerasus maackii (Rupr.) Eremin & Simagin
- Laurocerasus maackii (Rupr.) C.K.Schneid.
- Padus maackii (Rupr.) Kom. & Aliss.